# Yercaud
Yercaud es una ciudad censal situada en el distrito de Salem en el estado de Tamil Nadu (India). Su población es de 11582 habitantes (2011). Se encuentra en los montes Shevaroy, a 19 km de Salem y a 80 km de Erode.

## Demografía
Según el censo de 2011 la población de Yercaud era de 11582 habitantes, de los cuales 5868 eran hombres y 5714 eran mujeres. Yercaud tiene una tasa media de alfabetización del 83,17%, superior a la media estatal del 80,09%: la alfabetización masculina es del 88,94%, y la alfabetización femenina del 77,21%.